# Agonus cataphractus
Agonus cataphractus és una espècie de peix pertanyent a la família dels agònids i l'única del gènere Agonus.

## Descripció
- Fa 21 cm de llargària màxima (normalment, en fa 14).[3][4]

## Reproducció
La posta té lloc entre el febrer i l'abril i els ous (entre 2.500-3.000, de color groc i amb un diàmetre de 2 mm) són dipositats damunt d'algues marines. Les larves, pelàgiques, es desclouen al cap de 10-11 mesos.

## Alimentació
Menja crustacis i poliquets bentònics.

## Depredadors
És depredat per l'escorpí de mar d'espines curtes (Myoxocephalus scorpius) (a Escòcia), el bacallà (Gadus morhua) (a Alemanya) i la lluerna verda (Chelidonichthys gurnardus).

## Hàbitat
És un peix marí, demersal i de clima temperat (4 °C-8 °C; 77°N-43°N, 42°W-36°E) que viu entre 0-270 m de fondària.

## Distribució geogràfica
Es troba des del canal de la Mànega fins al mar de Barentsz, la mar Blanca, les illes Shetland, les illes Fèroe, el sud i el sud-oest d'Islàndia i el sud de la mar Bàltica.

## Longevitat
La seua esperança de vida és de 3 anys.

## Observacions
És inofensiu per als humans.